# Comunità montana Valle Borbera e Valle Spinti
La Comunità montana Valle Borbera e Valle Spinti è stata una comunità montana del Piemonte.

## Storia
L'ente era formato dai comuni di: Stazzano, Vignole Borbera, Borghetto di Borbera, Cantalupo Ligure, Albera Ligure, Cabella Ligure, Carrega Ligure, Grondona, Mongiardino Ligure, Roccaforte Ligure e Rocchetta Ligure. L'ultimo presidente è stato Paolo Caviglia, già sindaco di Vignole Borbera.
È estesa 299,35 km² e fa 8 806 abitanti divisi in 11 comuni.
In seguito si è unita con la Comunità montana Valli Curone Grue e Ossona nella nuova Comunità montana Terre del Giarolo.